# Tossal del Bisbe
El Tossal del Bisbe és una muntanya de 1.198 metres a la Serra dels Bastets. Es troba al nord del Coll dels Llengots i al límit oriental dels Llengots d'on és el punt culminant.

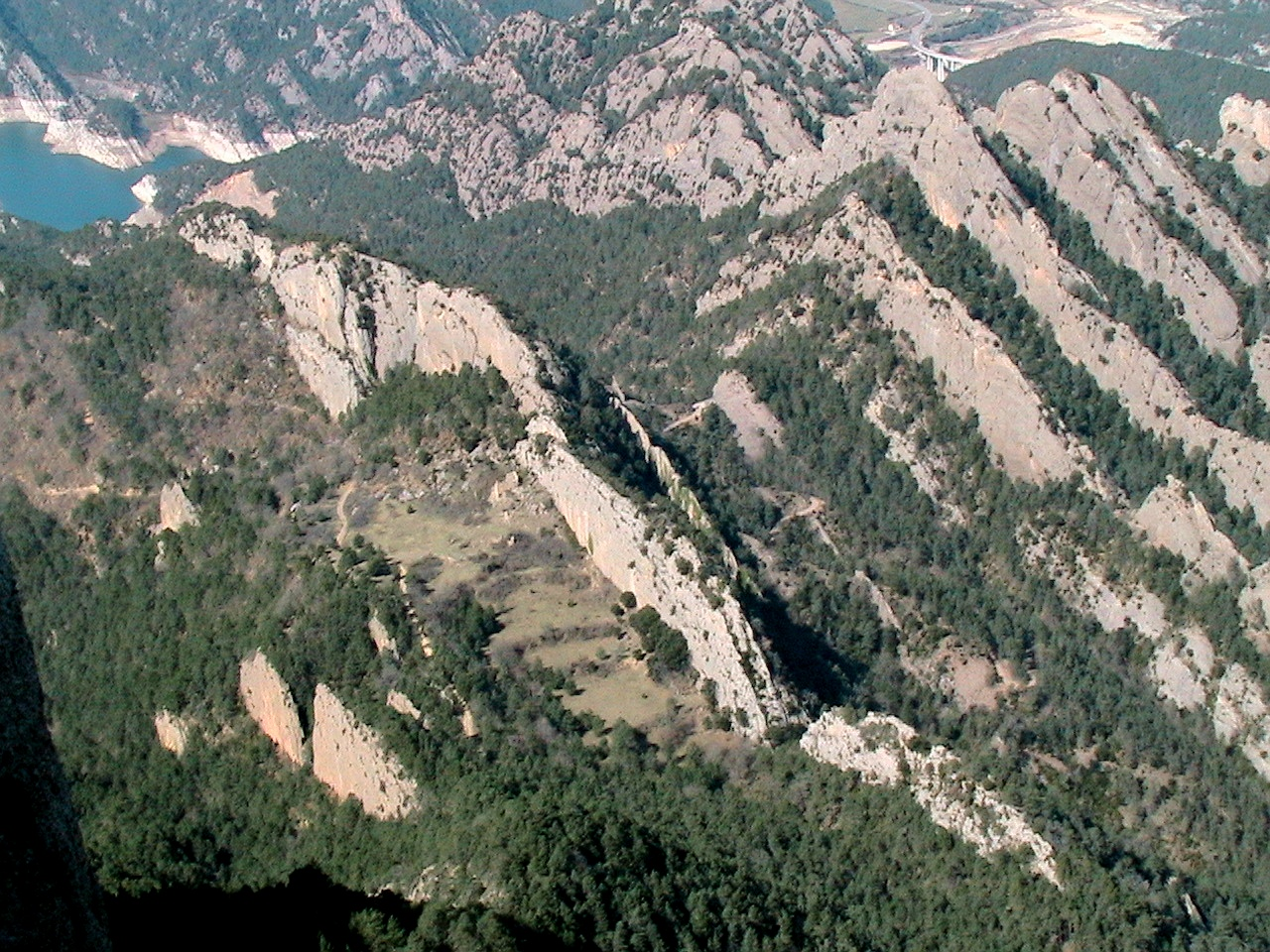
Els Llengots des del Serrat de les Gralles (Busa).(Imatge amb anotacions)

Està situat al municipi de Guixers, a la Vall de Lord, a la comarca del Solsonès.